# Herminio Masantonio
Herminio Masantonio (5. srpna 1910, Ensenada – 11. září 1956, Buenos Aires) byl argentinský fotbalista.
Hrál na postu útočníka, především za CA Huracán, jehož je nejlepším střelcem v historii.

## Hráčská kariéra
Herminio Masantonio hrál na postu útočníka za CA Huracán, jehož je nejlepším střelcem v historii. Krátce hrál za Defensor Sporting a CA Banfield. S 256 góly je 3. nejlepším střelcem v historii argentinské ligy, přesto se nestal králem střelců v žádném jejím ročníku.
Za Argentinu hrál 19 zápasů a dal 21 gólů. Byl nejlepším střelcem na mistrovství Jižní Ameriky v roce 1935 (4 góly) a 1942 (7 gólů stejně jako spoluhráč José Manuel Moreno).

## Úspěchy

### Individuální
- Nejlepší střelec na mistrovství Jižní Ameriky: 1935 (4 góly) a 1942 (7 gólů)